# Leonaert Bramer

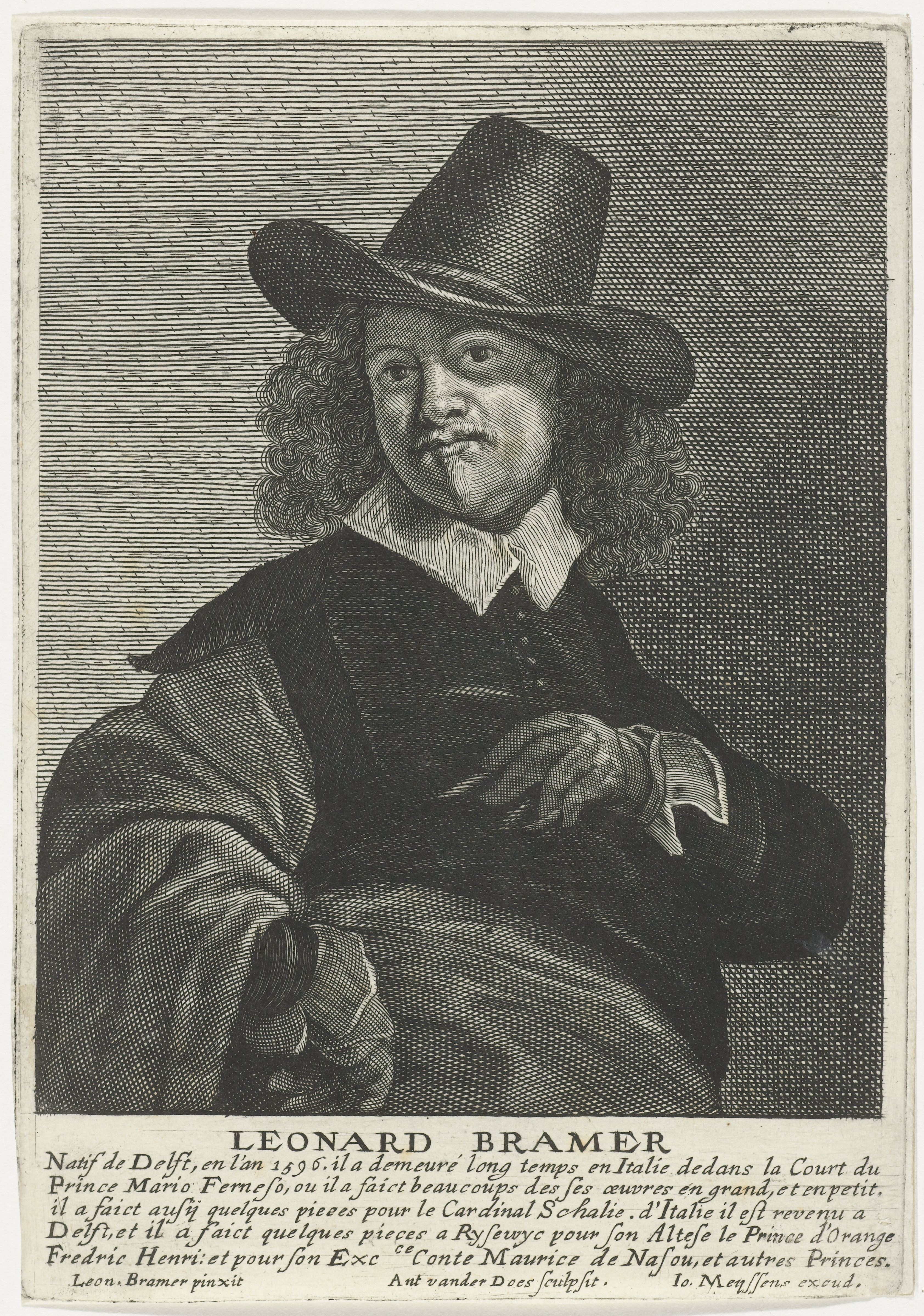
Leonaert Bramer según un grabado de Anthon van der Does para el Het Gulden Cabinet de Cornelis de Bie.

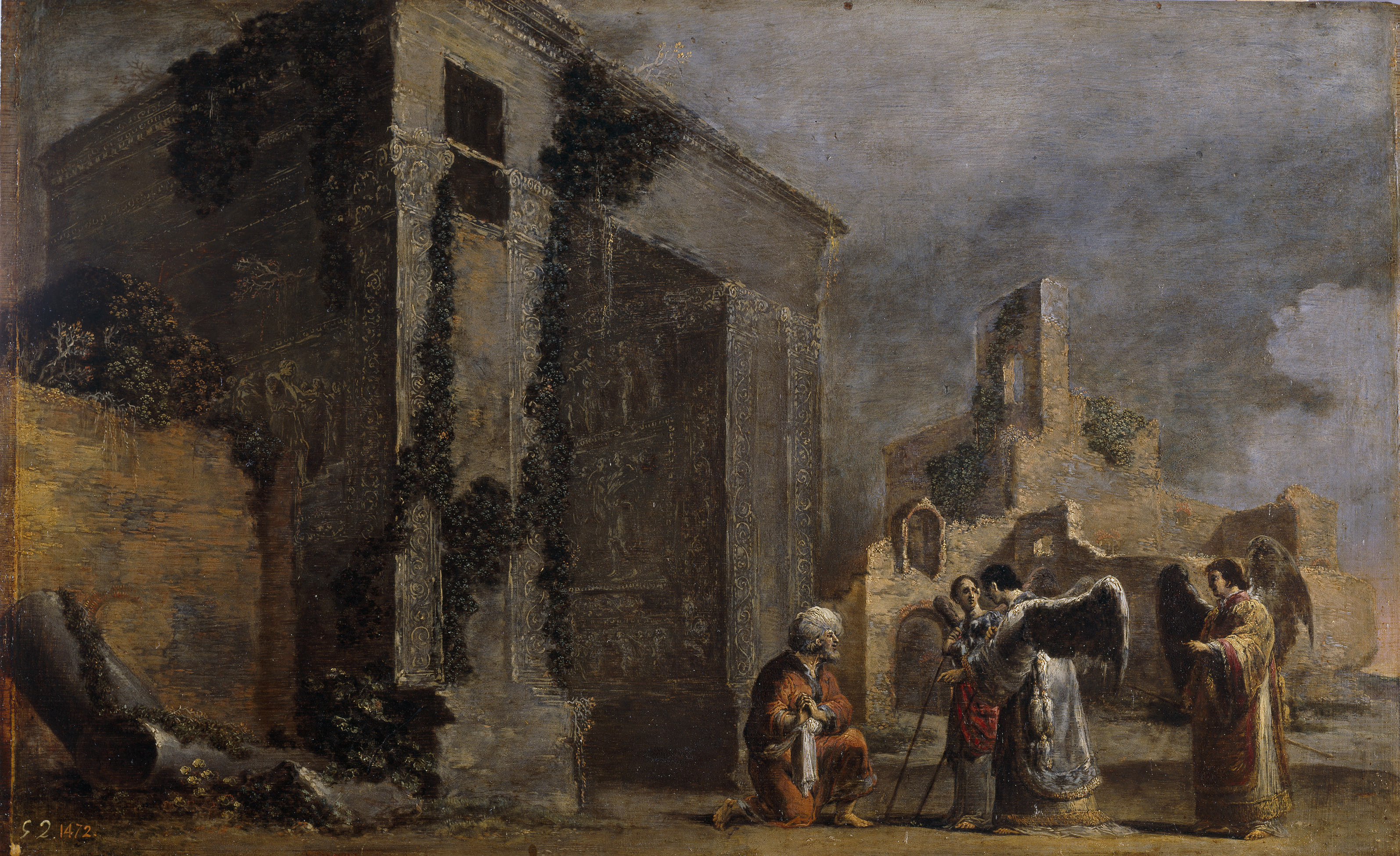
Abraham y los tres ángeles, óleo sobre tabla, 47 x 74 cm, Madrid, Museo del Prado.

Leonaert Bramer (Delft, 1596-1674) fue un dibujante, grabador y pintor barroco holandés, especializado en pinturas de género, mitológicas y religiosas.

## Biografía
Hijo de Henricus Bramer, pintor poco conocido, nació en Delft el 24 de diciembre de 1596. No se tienen datos de sus primeros años y formación, pero consta que en 1614 emprendió un viaje por Francia de dos años de duración, pasando por Arrás, Amiens y París. El 15 de febrero de 1616 se encontraba en Aix-en-Provence, donde en esa fecha firmó unos versos y un dibujo en el Album Amicorum de su compatriota Wybrand de Geest, y de allí, vía Marsella, Génova y Livorno, marchó a Roma, a donde llegó por la Pascua de 1618. En la ciudad de los papas ingresó en la cofradía de los Bentvueghels, donde era apodado Nestelghat, y gozó de la protección del cardenal Scaglia. Atraído por los pintores caravaggistas romanos, en Italia se le conocerá como «Leonardo delle Notti», por su afición a las escenas nocturnas. Entre 1622 y 1623 es probable que viajase por diversas ciudades italianas y en particular a Padua, donde al parecer recibió algunos encargos, para retornar a Roma. Aquí se documenta su residencia en Via Ripetta entre 1624 y 1627. Su estancia romana quedó interrumpida el 18 de octubre de 1627, cuando hubo de abandonar la ciudad tras verse involucrado en una pelea con apuñalamiento, en la que Claudio de Lorena intentó mediar sin éxito.
Tras pasar algunos meses en Alemania, en 1628 se encontraba de nuevo en Delft donde en 1629 fue admitido en el gremio de San Lucas, permaneciendo ya aquí hasta su muerte en 1674. Tuvo como discípulos a Adriaen Verdoel I y a Pieter Pietersz Vromans III. Ningún documento permite afirmar que entre sus discípulos se contase también Johannes Vermeer, cuya amistad queda acreditada por la existencia de un documento fechado el 4 de abril de 1653, por el que se certifica la mediación de Bramer, católico, ante la futura suegra de Vermeer, Maria Thins, también católica, que se negaba a consentir las relaciones de su hija con el pintor.

## Obra

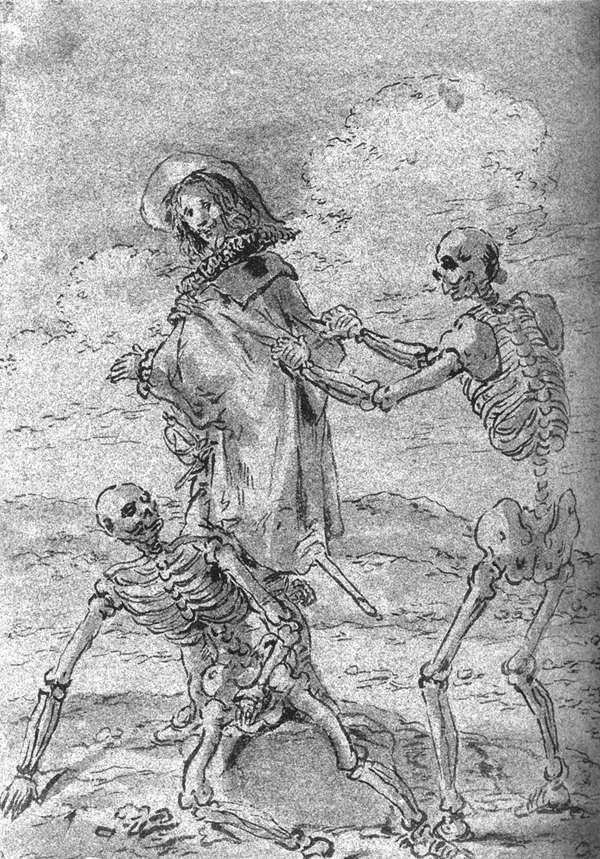
Quevedo y los esqueletos de Juan de la Encina y el rey Perico, 1659, dibujo a tinta y aguada gris, Múnich, Staatliche Graphische Sammlung.

Autor prolífico y de notable fantasía e inventiva, Leonaert Bramer trató los más variados temas, sobre todo escenas de género y asuntos históricos, habitualmente en tabla o lienzos de pequeño tamaño, con atención especial a los efectos luminosos y los detalles exóticos. Sus paisajes, en alguna rara ocasión puros, suelen servir de marco a escenas religiosas o mitológicas. Dos de los tres pequeños óleos que posee el Museo del Prado, en concreto los procedentes de la colección de Carlos IV, son piezas características de su producción en este orden. Sus asuntos, El dolor de Hécuba, tomado de Ovidio, y Abraham y los tres ángeles, fechado en 1640, conforme al libro del Génesis (18, 1-3), ilustran la diversidad de intereses y la cultura literaria del pintor, tanto como su concepción del paisaje, en la que elementos exóticos se mezclan con ruinas clásicas reconocibles (el arco degli Argentari en el Foro Boario de Roma o la tumba de Cecilia Metela encaramada a un acantilado). Sus vanitas, como sucede con la Vanitas del Kunsthistorisches Museum de Viena, escapan del género de la naturaleza muerta para convertirse en teatrales alegorías en las que macabros esqueletos dialogan con calaveras y se mueven entre multitud de objetos caóticamente dispuestos y piezas de cerámica rotas para subrayar de este modo la fragilidad de la vida y la fugacidad del tiempo. Pero también pintó motivos alegóricos y trampantojos decorativos en paredes y techos, interviniendo con alguna frecuencia en decoraciones palaciegas, lo que ha hecho pensar que fuese uno de los pocos holandeses en pintar al fresco, aunque nada de lo que pudiese haber pintado en este técnica se ha conservado.  
Bramer fue, además, un fecundo dibujante. Gaspar Roomer, marchante y mecenas amberino disponía, según el inventario de sus bienes, de una colección de 1.500 dibujos. Entre ellos destacan los que tituló «Straatwerken» o escenas de calle, y las ilustraciones de obras literarias, como Las metamorfosis de Ovidio y Los sueños de Quevedo.